# Union (Virginia Occidental)
Union es un pueblo ubicado en el condado de Monroe en el estado estadounidense de Virginia Occidental. En el Censo de 2010 tenía una población de 565 habitantes y una densidad poblacional de 486,94 personas por km².

## Geografía
Union se encuentra ubicado en las coordenadas 37°35′27″N 80°32′24″O / 37.59083, -80.54000. Según la Oficina del Censo de los Estados Unidos, Union tiene una superficie total de 1.16 km², de la cual 1.16 km² corresponden a tierra firme y (0.22%) 0 km² es agua.

## Demografía
Según el censo de 2010, había 565 personas residiendo en Union. La densidad de población era de 486,94 hab./km². De los 565 habitantes, Union estaba compuesto por el 94.87% blancos, el 2.48% eran afroamericanos, el 0.18% eran amerindios, el 0% eran asiáticos, el 0% eran isleños del Pacífico, el 0.88% eran de otras razas y el 1.59% pertenecían a dos o más razas. Del total de la población el 0.71% eran hispanos o latinos de cualquier raza.